# Jinyu (socken i Kina)
Jinyu (kinesiska: 金雨乡, 金鱼) är en socken i Kina. Den ligger i provinsen Sichuan, i den sydvästra delen av landet, omkring 550 kilometer sydväst om provinshuvudstaden Chengdu. Antalet invånare är 2 747. Befolkningen består av 1 284 kvinnor och 1 463 män. Barn under 15 år utgör 17,0 %, vuxna 15-64 år 69 %, och äldre över 65 år 12,0 %.
Genomsnittlig årsnederbörd är 949 millimeter. Den regnigaste månaden är juli, med i genomsnitt 270 mm nederbörd, och den torraste är januari, med 2 mm nederbörd.